# NGC 46
NGC 46, đôi khi được gọi là PGC 5067596, là một ngôi sao F8 nằm cách Hệ Mặt trời khoảng 962 ± 281 năm ánh sáng trong chòm sao Song Ngư. Nó được phát hiện lần đầu tiên vào ngày 22 tháng 10 năm 1852 bởi nhà thiên văn học người Ireland Edward Joshua Cooper, người đã xác định không chính xác nó là một tinh vân.